# Alexander Uriah Boskovich
Alexander Uriah Boskovich   (Cluj-Napoca, 16 d'agost de 1907 - Tel-Aviv i Jafa, 5 de novembre de 1964) fou un compositor israelià.

## Biografia
Boskovich va néixer a Kolozsvár, Transsilvània, Àustria-Hongria (actualment Cluj-Napoca, Romania). L'origen de la seva família i del seu nom fou la ciutat Boskovich a Moràvia. A Cluj, Boskovich va estudiar en un institut secundari jueu anomenat "Cultura" que acollia tant jueus neologistes com ortodoxos. El 1920, Alexandre es va incorporar a l'organització jueva local "Hashomer" en la qual va estar actiu durant quatre anys.
El 1937, Boskovich va enviar una versió per a piano de la seva obra "La cadena d'or" al director d'orquestra Issay Dobrowen. Aquesta obra, basada en cançons jueves de les muntanyes dels Carpats, va ser originalment escrita per a piano i més tard, el 1936, transcrita per a orquestra. El 1938, Dobrowen va suggerir a l '"Orquestra Palestina" integrar aquesta obra en un concert sota la seva batuta. Boskovich va ser convidat (des de l'estranger) a l'estrena de la seva composició "Cançons populars jueves", interpretada per la recent fundada Orquestra Palestina (jueva). (Més endavant, aquesta orquestra va evolucionar a l' Orquestra Filharmònica d'Israel. Una conseqüència d'aquell esdeveniment va ser que Boskovich va decidir quedar-se al país i instal·lar-se a Tel-Aviv. En els propers anys, Boskovich va dir sovint que Dobrowen, "La cadena d'or", i la invitació de l'orquestra van salvar-li la seva vida.
Una de les bases del desenvolupament de l'art de la música a Palestina durant el període iishuv va ser la interpretació de la Suite Semítica de Boskovich de l'Orquestra Histadrut sota la batuta de Frank Pelleg. Immediatament després de la seva arribada a Israel, Boskovich va canviar el seu estil d'escriptura, com ho demostra bé la seva suite semítica - des de la tonalitat d'Europa en textures que imitaven l'Oud o el kanun àrab.
Escriure a la terra d'Israel va tenir un profund efecte sobre Boskovich; efecte dels paisatges variats del país, els colors de la sorra i el mar, i els sons de la música local originada per les diverses ètnies jueves, així com de les que no són jueves. Totes aquestes influències el van inspirar a desenvolupar un estil personal únic per a ell mateix. Penetrar-se profundament en l'idioma hebreu el va servir com una de les fonts més inspiradores. A diferència d'altres, no va utilitzar cançons ni danses de les diverses ètnies jueves per a una font directa, sinó que va formar les seves noves idees basades en elles. Aquest plantejament el va impulsar a compondre el seu concert per a violí --- la seva primera obra important des del 1942, que va guanyar el "Bronisław Hubermanés" el primer premi. Més tard el 1944, va ser interpretada pel violinista Lorand Ervin Fenyves, i dirigida per George Singer. Malgrat el seu èxit, Boskovich va perdre l'interès per aquest concert i, el 1957, va reescriure la seva secció mitjana com a peça separada per a violí i piano. Durant el mateix període (1943), també va escriure el seu Concert per a oboè i orquestra, que també mostra una forta influència oriental.
Als anys quaranta i principis dels anys cinquanta, Boskovich va formular i va defensar el concepte de música mediterrània. El mar Mediterrani segons ell va representar un nou autèntic bressol que va fusionar el sionisme amb el paisatge i el clima d'Orient.
Boskovich estimava l'òpera, estimava tot el que era francès, com la música de Ravel i l'art francès, alhora que estimava les melodies jueves de l'Europa de l'Est. Però a Israel —va sentir i predicar—, tot ha de començar de nou, potser requerint l'abandonament de tots els vells amors i passions.

## Obra
Les dues obres claus Eretz Israel (Terra d'Israel) de Boskovich, el Concert per a oboè i orquestra i la Suite Semítica, van estar fortament inspirades en la música de Yardena Cohen. La suite representa gairebé tot el que havia aspirat a: fragmentat d'improvisació de l'Orient Mitjà motius i el piano que sona com a instruments de corda o de l'Orient Mitjà de percussió. Aquesta peça va servir de model per a tota una generació d'estudiants. La seva obra inclou el Concert per a violí, la Cantata Bat Israel i el Concerto da Camera.
Songs of Ascent (1960) es va basar en la Bíblia, per efectes espirituals i del llenguatge, i en la Càbala per a una profunditat i un to mític. El tema principal d'aquest treball és de caràcter Iemenita. No hi ha tradicions europees ni estil mediterrani; l'orquestració i els ritmes es deriven dels sons de les paraules hebrees.
La Cantata Beth Israel (1960) està escrita a partir de la cançó del mateix títol de Jaim Najman Biálik. La lletra és principalment per a un solista tenor, mentre que el cor canta versos de la cançó de les cançons i de les oracions de Shabbat. La música de text de Bialik està escrita en un estil modern, gairebé surrealista, mentre que la música al text tradicional està escrita en un estil arcaic. Aquesta síntesi d'estils va resoldre amb èxit el conflicte entre l'entonació Ashkenazi i l'accent de les lletres de Bialik i la poesia sefardita del text emfàticament bíblic.
"Be-Adiim" (a la vostra joieria ornamental), per a flauta i orquestra, és una representació instrumental de la versió iemenita de les Cançons d'Israel relacionada amb la divisió del mar Roig.
Boskovich també va compondre la cançó Dudu amb les paraules de Haim Hefer que va ser un dels grans èxits de la Guerra d'Independència d'Israel. Aquesta música, en essència, contradiu tot el que havia predicat Boskovich. Flueix i està saturada de tràgics records de la història jueva de l'Europa de l'Est; els seus harmònics són gairebé romàntics. Amb Dudu, semblava que el to semític de Boskovich va desaparèixer alhora i no va quedar res de la seva veu predicadora.

## Alumnes i vida privada
Alexander Boskovich va tenir molts estudiants: joves compositors de la seva pròpia generació i més grans. Entre els seus alumnes es trobaven Yizhak Sadai, Rami Bar-Niv, Max Brod (Orquestració), Ezequiel Braun, Theodore Holdheim, Yoram Papourish, Isaac Sedai, Tzevi Snunit, Habib Touma, Yehuda Yannay i David Zahavi.
Alexander Boskovich estava casat amb Miriam, que era un músic per dret propi; va ensenyar piano a l'acadèmia de música de Tel-Aviv. Després de la seva mort, a Tel-Aviv, que enumera el seu patrimoni i contribuir als seus manuscrits de l'Arxiu de Música israeliana a la Universitat de Tel-Aviv.
Boskovich era un gran fumador; deia: "Aquell que no fuma no és compositor".
El seu fill David Boskovich és pintor.

## Premis
'1942 ' - Premi Huberman del Concert per a violí
'1946 ' - Premi Engel